# 柠檬鲨
柠檬鲨（学名：Negaprion brevirostris）为真鲨科柠檬鲨属下的一种鱼类。主要分布在亚热带至热带美洲及非洲西部近海浅水中。对人威胁很小。
亚洲常称柠檬鲨的犁鰭檸檬鯊为其近亲。